# Камерата Нуова
Камерата Нуова (итал. Camerata Nuova) је насеље у Италији у округу Рим, региону Лацио.
Према процени из 2011. у насељу је живело 405 становника. Насеље се налази на надморској висини од 800 м.

## Становништво
| 1936. | 1951. | 1961. | 1971. | 1981. | 1991. | 2001. | 2011. |
| ----- | ----- | ----- | ----- | ----- | ----- | ----- | ----- |
| 989   | 952   | 767   | 557   | 497   | 486   | 476   | 460   |